# Col d'Aubisque

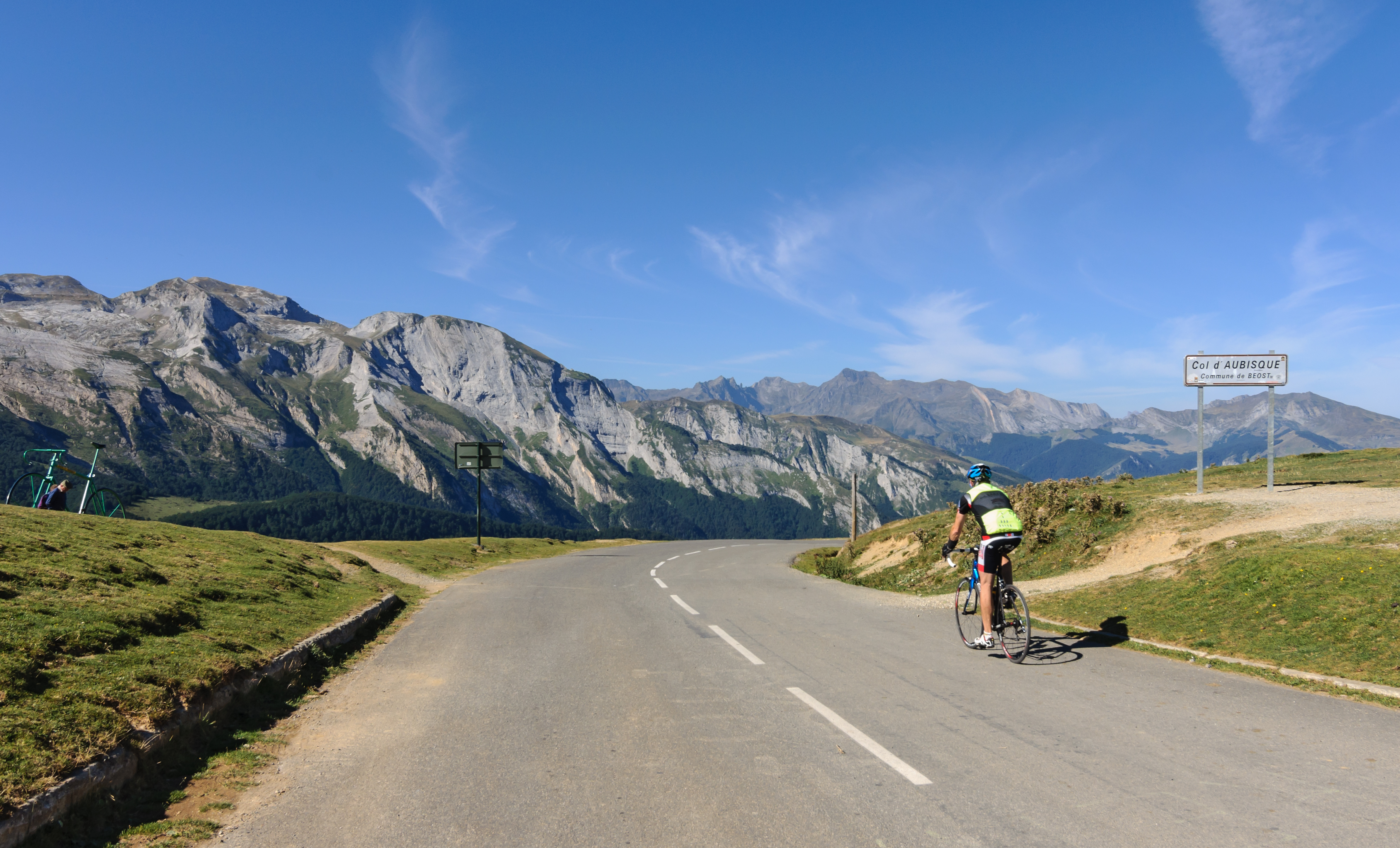
Col d'Aubisque.

Col d'Aubisque är ett bergspass i de franska Pyrenéerna som är berömt för dess återkommande plats i Tour de France. Den har tuffaste klassificeringen, det vill säga hors catégorie i franska cykeltävlingar. I 1969 års Tour de France gjorde Eddy Merckx ett legendariskt lopp där han ensam passerade krönet. Passets krön ligger 1 709 meter över havet och genomsnittslutningen på vägen är 5,2 %, med en maximal lutning på 10 %.
Col d'Aubisque har ingått i Tour de France sedan år 1910 då François Lafourcade som den första tog sig över krönet och har (till och med 2024) passerats 47 gånger sedan år 1947. Två gånger, 1985 och 2007, har krönet varit loppets etappmål.
År 2016 avslutades den 14:e etappen av Vuelta a España på Col d'Aubisque.